# Murai Sadakatsu
Murai Sadakatsu (村井貞勝, 1528 ?-mort le 21 juin 1582) est un samouraï japonais, l'un des vassaux du clan Oda durant l'époque Sengoku de l'histoire du Japon (XVIe siècle).

## Biographie
Sadakatsu est connu comme un excellent samouraï, ayant combattu dans de nombreuses batailles sous le commandement de Oda Nobunaga, qui le considère comme un homme respectable et plein d'honneur, ce qui permet à Sadakatsu de s'occuper de nombreuses affaires administratives. Il aide Nobunaga à prendre la capitale de Kyoto et à la reconstruire. Sadakatsu et Nichijo Shonin ont été choisis spécialement par Nobunaga pour l'aider dans ce projet essentiel. Ils bâtissent ensuite de nombreux palais durant les trois années suivantes. Murai Sadakatsu meurt en 1582, pendant l'attaque du traitre Akechi Mitsuhide lors de l'incident du Honnō-ji.